# Эскадренные миноносцы типа «Счастливый»
Эскадренные миноносцы типа «Счастливый» — тип эскадренных миноносцев, строившихся в 1912—1914 годах по «малой судостроительной программе». Корабли типа принадлежали к числу эскадренных миноносцев типа «Новик». Всего было построено 5 эсминцев типа «Счастливый».

## Проектирование и строительство

### История проектирования
На рассмотрение Морского генерального штаба и Морского технического комитета в июне 1911 года поступили девять проектов эсминцев для Чёрного моря с одинаковым вооружением (5x2 457-мм ТА, 2 пулемёта, 80 мин заграждения), но отличавшиеся конструкцией корпуса, системой турбин и котлов, расположением жилых и служебных помещений. Проект Путиловского завода был признан лучшим из представленных МГШ проектов. В своём отзыве о проекте Путиловского завода кораблестроительный отдел МТК отмечал хорошее развитие продольных переборок и полубака, образование кормовых обводов, рациональный подход к размещению топливных цистерн. Проект Металлического завода занял второе место.

## Вооружение
- Главный калибр: Три 102/60-мм орудий разработки Обуховского завода с дальностью стрельбы 54 кбл (с 1916 года увеличена до 72 кбл)[2];
- Зенитное вооружение: 2 47-мм зенитные пушки (с 1916 года)[2];
- Минно-торпедное вооружение было представлено 5 спаренными надводными 457-мм торпедными аппаратами образца 1913 года (боезапас 13 торпед, в том числе 3 запасных), также корабли типа могли нести до 80 мин заграждения образца 1908 или 1912 года[2];
- Приборы управления стрельбой: ПУС артиллерии Гейслера образца 1911 года, ПУС торпед Эриксона, М-1[2];
- Оптические средства наблюдения и связи: 1 дальномер «Барра и Струда»[3], 2 60-см прожектора МПЭ-э6,0[2];
- Принадлежности: 1 командирский катер, 1 рабочая моторная шлюпка, 1 5-вёсельный вельбот, 1 6-вёсельный ял[2].

## Представители
| Название     | Заложен     | Спуск          | В строю          | Флот | Статус |
| ------------ | ----------- | -------------- | ---------------- | ---- | ------ |
| «Счастливый» | август 1912 | 16 марта 1914  | 18 апреля 1915   | ЧФ   |        |
| «Быстрый»    | август 1912 | 25 мая 1914    | 18 апреля 1915   | ЧФ   |        |
| «Пылкий»     | август 1912 | 15 июля 1914   | 26 мая 1915      | ЧФ   |        |
| «Громкий»    | ноябрь 1912 | 5 декабря 1913 | 21 апреля 1915   | ЧФ   |        |
| «Поспешный»  | ноябрь 1912 | 22 марта 1914  | 16 сентября 1915 | ЧФ   |        |